# Letnica (gromada)
Letnica – dawna gromada, czyli najmniejsza jednostka podziału terytorialnego Polskiej Rzeczypospolitej Ludowej w latach 1954–1972.
Gromady, z gromadzkimi radami narodowymi (GRN) jako organami władzy najniższego stopnia na wsi, funkcjonowały od reformy reorganizującej administrację wiejską przeprowadzonej jesienią 1954 do momentu ich zniesienia z dniem 1 stycznia 1973, tym samym wypierając organizację gminną w latach 1954–1972.
Gromadę Letnica z siedzibą GRN w Letnicy utworzono – jako jedną z 8759 gromad na obszarze Polski – w powiecie zielonogórskim w woj. zielonogórskim na mocy uchwały nr V/29/54 WRN w Zielonej Górze z dnia 5 października 1954. W skład jednostki wszedł obszar dotychczasowej gromady Letnica ze zniesionej gminy Świdnica w powiecie zielonogórskim, obszary dotychczasowych gromad Koźla i Grabowiec ze zniesionej gminy Nowogród Bobrzański w powiecie nowosolskim w tymże województwie oraz obszar dotychczasowej gromady Lipno ze zniesionej gminy Kosierz w powiecie krośnieńskim w tymże województwie. Dla gromady ustalono 14 członków gromadzkiej rady narodowej.
1 stycznia 1958 gromadę zniesiono, a jej obszar włączono do gromady Świdnica w tymże powiecie.